# Last Year: The Nightmare
Last Year: The Nightmare est un jeu vidéo d'horreur asymétrique développé par le studio canadien Elastic Games pour Microsoft Windows. Le jeu est sorti le 18 décembre 2018, d'abord en exclusivité sur Discord puis sur Steam.

## Système de jeu
Last Year: The Nigthmare est un jeu se déroulant dans un lycée en 1996, en 1 contre 5, dans lequel un joueur incarne un tueur surpuissant dont le but est de tuer les 5 joueurs, des camarades de classe, incarnant les survivants. Les camarades de classe parcourent la carte du jeu en complétant une variété d'objectifs afin de s'échapper tandis que le tueur, pouvant prendre 4 formes différentes (The Giant, The Slasher, The Spider et The Strangler) essaie de les en empêcher. Le tueur est capable de disparaître et de réapparaître en dehors du champ de vision des camarades de classe avec une capacité appelée le "mode prédateur". Ce mode leur permet également de placer des pièges.

## Développement
Fin 2014, le studio Elastic Games lance un projet Kickstarter pour financer le jeu. L'objectif initial de 50 000 dollars canadiens est plus que doublé avec une levée de fonds finale de 114 711 dollars canadiens.
En 2016 sort la première version de l'alpha du jeu avec un premier design. Certains éléments de ce premier design n'ont pas été reconduits pour la version finale du jeu tels que les barricades, les pièges lumineux et les pièges à fil.
Dans la version 2017 de l'alpha, peu de choses ont changé par rapport à la version live du jeu, mais certaines modifications ont été apportées telle que l'interaction avec l'environnement. Par exemple, vous pouviez empêcher le générateur d'avancer ou empêcher la porte de secours du clocher de s'ouvrir. Aussi, un établi a été ajouté comme alternative à l'artisanat sans kit. Enfin, dans la version finale de cet alpha, il y avait une version de progression qui permettait aux camarades de classe et aux "Thins" de gagner de l'expérience, basée sur les actions de jeu.
En septembre 2018, une bande-annonce pour Last Year: The Nightmare est sortie.

## Sortie et diffusion
Last Year: The Nigthmare a eu une version test en beta fermée du 2 au 5 novembre 2018. Le jeu a été par la suite distribué exclusivement sur Discord pendant 90 jours. Diffusé à partir du 18 décembre 2018, il est l'un des premiers jeux diffusés en exclusivité sur le discord store lancé en octobre de la même année. Ce choix d'une plateforme naissante est vu par les observateurs comme une des raisons du succès limité du jeu. Après cette période, il a également pu être distribué via d'autres fournisseurs de jeux Windows.
Un relaunch, Last Year: Afterdark, est sorti le 10 décembre 2019 via Steam.
Près de deux ans après sa sortie initiale sur Discord, Last Year: The Nigthmare est disponible le 26 octobre 2020 sur Steam.
En 2021, l'éditeur Elastic Games fait faillite, le jeu n'est plus disponible sur aucune plate-forme et les propriétaires du jeu ne peuvent pas le commercialiser dans une version physique.
Du fait que Last Year: The Nigthmare ne puisse être commercialisé en format physique, les propriétaires du jeu ont lancé le développement d'une nouvelle version, Last Year: Resurrected, le 11 août 2022. Cette nouvelle version vise à contourner les vérifications de serveur ainsi qu'à corriger le code  du jeu afin qu'il soit entièrement Pair-à-Pair sans dépendre des serveurs de jeu.

## Accueil
Last Year: The Nigthmare a reçu des critiques mitigées de la part de la critique spécialisée. Sur Metacritic, le jeu détient un score de 73/100 basé sur 10 critiques.
Jordan Devore, chroniqueur du site web Destructoid, a fait l'éloge de la direction artistique du jeu, affirmant qu'il rendait les matchs "spontanés et variés".